# Котлярівка (Дніпровський район)
Котля́рівка — село в Україні, у Новопокровській селищній територіальній громаді Дніпровського району Дніпропетровської області. Населення — 249 мешканців.

## Географія
Село Котлярівка знаходиться за 3,5 км від лівого берега річки Комишувата Сура, на відстані 1 км розташоване село Малинове і за 2 км — село Дружелюбівка.

## Населення

### Мова
Розподіл населення за рідною мовою за даними перепису 2001 року:
| Мова                | Відсоток |
| ------------------- | -------- |
| українська          | 99,2 %   |
| інші/не визначилися | 0,8 %    |